# Eodorcadion sifanicum
Eodorcadion sifanicum là một loài bọ cánh cứng trong họ Cerambycidae.